# Ebbo Demant
Ebbo Demant (* 16. Februar 1943 in Berlin) ist ein deutscher Dokumentarfilmautor, Regisseur, Journalist und Hochschullehrer.

## Biographie
Ebbo Demant besuchte Schulen in Stade und Freiburg im Breisgau. Nach dem Abitur leistete er Wehrdienst bei der Bundeswehr und beendete ihn als Reserveoffizier. Danach studierte er Publizistik, Geschichte und Politische Wissenschaften an der Freien Universität Berlin. Dort promovierte er mit einer Arbeit über Hans Zehrer und den nationalen Konservatismus in der deutschen Publizistik zum Dr. phil. Seit 1970 war er beim Südwestfunk, zunächst als Reporter und Redakteur in der Hauptabteilung „FS-Information“. Später wurde er Mitglied der Redaktion des ARD-Magazins Report und Autor von Dokumentarfilmen und Features. Von 1986 bis 1996 leitete er die Abteilung Kultur-Fernsehen und war dort unter anderem auch redaktionell verantwortlich für die von ihm entwickelten Sendereihen „Menschen und Straßen“, „Ziele“, „Der Dokumentarfilm“, „Europäische Kulturporträts“, „Inseln“, „Baden-Badener Disput“. Von 1996 bis 2008 war er Chefreporter Kultur des Südwestrundfunk.
Demant war seit deren Gründung Dozent an der Filmakademie Baden-Württemberg und dann Professor für Dokumentarfilm. Er ist seit 1996 Mitglied der Akademie der Künste Berlin, Sektion Film- und Medienkunst, und betreute seit 1999 die von ihm mit begründete SWR-Debütreihe „Junger Dokumentarfilm“.
1977 wurde Demant mit dem Medienpreis Entwicklungspolitik ausgezeichnet. 1978 wurde er mit einer ehrenden Anerkennung beim Adolf-Grimme-Preis bedacht. 1979 bekam er den Preis für Dokumentarfilm beim 16. Chicago Film Festival. 1994 folgt der Deutsche Fernsehpreis und 2005 erneut der Adolf-Grimme-Preis für Neruda.
Demant hat eine Tochter und lebt bei Baden-Baden.

## Filmografie (Auswahl)
- 1973: Als wir kamen, haben wir geweint. Eine Aussiedlerfamilie und die bundesrepublikanische Wirklichkeit
- 1974: Revolution im Wohlstand. Der Fall Baader-Meinhof
- 1975: Held ohne Taten. Der Fall Daubmann
- 1975: Spuren der Diktatur. Griechenland ein Jahr danach
- 1976: Wege aus der Gefahr. Carl Friedrich von Weizsäcker
- 1976: Helmut Kohl
- 1977: Eine Rose ist eine Rose ist eine Rose. Ein Mord ist ein Mord ist ein Mord. Der Fall Alekos Panagoulis (Nominierung für den Prix Italia)
- 1977: Armut ohne Ausweg (ehrende Anerkennung beim Adolf-Grimme-Preis, Deutscher Journalistenpreis Entwicklungspolitik)
- 1978: DDR-Künstler: Thomas Brasch
- 1978: Hunger im Sahel
- 1978: Grüne Liste Umweltschutz
- 1978: Filmhochschule Lodz
- 1978: Das Mitleid ist gestorben. Pier Paolo Pasolini und Italien (Nominierung für den Adolf-Grimme-Preis)
- 1979: Lagerstraße Auschwitz (Preis des Chicago International Film Festival, Filmsammlung des Museum of Modern Art New York und des Jewish Museum New York, Internationale Filmfestspiele Berlin u. a.)
- 1979: Modelle der Entwicklungshilfe
- 1979: Marktplatz Ouagadougou
- 1980: Landstraße Evora (Nominierung für den Adolf-Grimme-Preis)
- 1980: Wo alle nackt gehen, lacht man über den im Hemd. Mode machen
- 1980: Und sie waren gleich tot. Drei Auschwitz-Täter sprechen
- 1981: Flugplatz Mogadischu (Nominierung für den Adolf-Grimme-Preis)
- 1981: Wer keinen Mut zum Träumen hat, hat keine Kraft zum Kämpfen
- 1982: Straße der Hoffnung. Die Juba-Wau-Road im Südsudan
- 1982: Teststrecke Boxberg (Nominierung für den Adolf-Grimme-Preis)
- 1982: Vom Ende einer Revolution. Das Beispiel der Landarbeiter-Kooperative „Joaquim do Pomar“ in Portugal
- 1983: Kokrosono im Slum
- 1984: Zan Pollo. Theater für die Straße
- 1984: Am Hochofen die Krise durchstehen. Stahlarbeiter in Rheinhausen
- 1985: Bestehen. Durchkommen. Hans Meyer-Hörstgens Reise nach Klagenfurt
- 1985: Der Plage Herr werden
- 1986: Die Sucht, die eigene Grenze zu finden. Ironman In Hawaii
- 1986: Freiheit für Nelson Mandela (Nominierung für den Adolf-Grimme-Preis).
- 1987: Auf der Suche nach der verlorenen Zeit. Andrej Tarkowskijs Exil und Tod (Internationale Filmfestspiele Berlin, Internationales Filmfestival Moskau, Internationales Dokumentarfilmfestival München, Filmfestival Leningrad, Centre Pompidou Paris u. a.)
- 1987: Die Wassermenschen von Thonburi
- 1988: Hua Hin. Straßen einer Jugend in Thailand
- 1989: Malacca Straits
- 1990: Arkadien
- 1991: Kampong Mengkabong Borneo
- 1992: Inselstraße Pangkor
- 1992: Karthago-Sidi Bou Said
- 1993: Ternate
- 1994: Lamu
- 1995: Die Gewürzroute. Die Entdeckung des Seewegs von Europa nach Asien
- 1995: Highway No.3
- 1995: Die Pfefferküste
- 1995: Bali
- 1996: Mauritius
- 1996: Celebes, Sulawesi
- 1997: Canal Grande
- 1997: Lembeh Street
- 1998: Sumatra
- 1999: Chiloé
- 1999: Drei deutsche Mörder. Aufzeichnungen über die Banalität des Bösen
- 1999: Flores
- 1999: Maluku
- 1999: Die Magellanstraße
- 2000: Ruta V Panamericana
- 2000: Lombok
- 2000: Haenyos, Geister und Schamanen
- 2001: Panamericana Mapuche
- 2001: Cerro Paranal. Das Auge der Menschheit
- 2001: Phuket
- 2001: Markusplatz
- 2001: Wüste (Internationale Filmfestspiele Berlin, Istanbul Filmfestival, Filmfestival São Paulo u. a.)
- 2002: Transatacama Highway
- 2002: Mapuche. Chiles Indianer im Kampf
- 2003: Golden Triangle
- 2003: Highway 107 – Das Goldene Dreieck
- 2003: Ko Samui
- 2003: Nightmarket Chiang Mai
- 2004: Die Brücke über dem Kwai
- 2004: Michelle Bachelet. Symbol des neuen Chile
- 2004: Das Karussell des Lebens. Der Paseo Ahumada in Santiago de Chile
- 2004: Neruda (Adolf-Grimme-Preis)
- 2005: Carretera Austral
- 2005: Chao Phraya
- 2006: Meer
- 2006: Ao Phang Nga
- 2007: Feuerland
- 2007: Die Straße am Mekong

## Schriften
- Hans Zehrer als politischer Publizist. Von Schleicher zu Springer. Dissertation. Freie Universität Berlin 1970. Mainz 1971, ISBN 3-7758-0815-9.
- Auschwitz – Direkt von der Rampe weg. Kaduk, Erber, Klehr. Drei Täter geben zu Protokoll. Rowohlt, Reinbek/Hamburg 1979, ISBN 978-3-499-14438-7 (es sind die Auschwitz-Täter Oswald Kaduk, ehemaliger SS-Unterscharführer, Rapport- und Blockführer, Josef Erber, ehemaliger SS-Oberscharführer und Josef Klehr, ehemaliger SS-Oberscharführer, „leitender Sanitäter/Leiter des Desinfektionskommandos“)
- Geen leugens over Auschwitz. Baarn 1980, ISBN 90-6074-526-4.
- In Search Of The Lost Time.The Banishment and Death of Andrei Tarkovsky. In: About Andrei Tarkovsky. Progress Publishers, Moskau 1990, ISBN 5-01-001973-6.
- Der persönliche Blick. Dokumentarfilme der 70er und 80er Jahre. In: Strategie der Blicke. Konstanz 1996, ISBN 3-88295-228-8.